# Wilpling
Wilpling ist eine Ortschaft in der Gemeinde Straßburg im Bezirk St. Veit an der Glan in Kärnten. Die Ortschaft hat 8 Einwohner (Stand 1. Jänner 2024).

## Lage
Wilpling liegt im Gurktal, im Osten der Gemeinde Straßburg, auf dem Gebiet der Katastralgemeinde St. Georgen, rechts an der Gurk, die zwischen dem Ort und der Gurktal Straße liegt, knapp 3 km von Schloss Pöckstein entfernt. In der Einzelsiedlung wird der Vulgoname Wilplinger Hube geführt.

## Geschichte
Seit Gründung der Ortsgemeinden Mitte des 19. Jahrhunderts gehört Wilpling zur Gemeinde Straßburg. Der Ort wurde zunächst als Teil der Ortschaft Zwischenwässern angesehen; seit 1971 wird Wilpling als eigene Ortschaft geführt.
1917 verkaufte der damalige Besitzer der Brauerei Hirt, Ferdinand Mayer, Gut Wilpling an Franz Ruhdorfer vulgo Amthofer aus Gundersdorf, den späteren Bürgermeister von Straßburg.

## Bevölkerungsentwicklung
Für Wilpling ermittelte man folgende Einwohnerzahlen:
als Ortschaftsbestandteil von Zwischenwässern:
- 1951: 2 Häuser, 16 Einwohner[3]
- 1961: 1 Haus, 9 Einwohner[4]

als Ortschaft:
- 2001: 2 Gebäude (davon 2 mit Hauptwohnsitz) mit 2 Wohnungen; 8 Einwohner und 0 Nebenwohnsitzfälle; 2 Haushalte; 0 Arbeitsstätten, 1 land- und forstwirtschaftliche Betriebe[5]
- 2011: 2 Gebäude, 6 Einwohner, 2 Haushalte, 0 Arbeitsstätten[6]
- 2021: 2 Gebäude, 9 Einwohner, 2 Haushalte, 1 Arbeitsstätte[7]